# Die Anfängerin
Die Anfängerin ist ein deutscher Spielfilm von Alexandra Sell. Der Film hatte seine Premiere am 29. August 2017 beim Festival des deutschen Films in Ludwigshafen. Der deutsche Kinostart erfolgte am 18. Januar 2018.

## Handlung

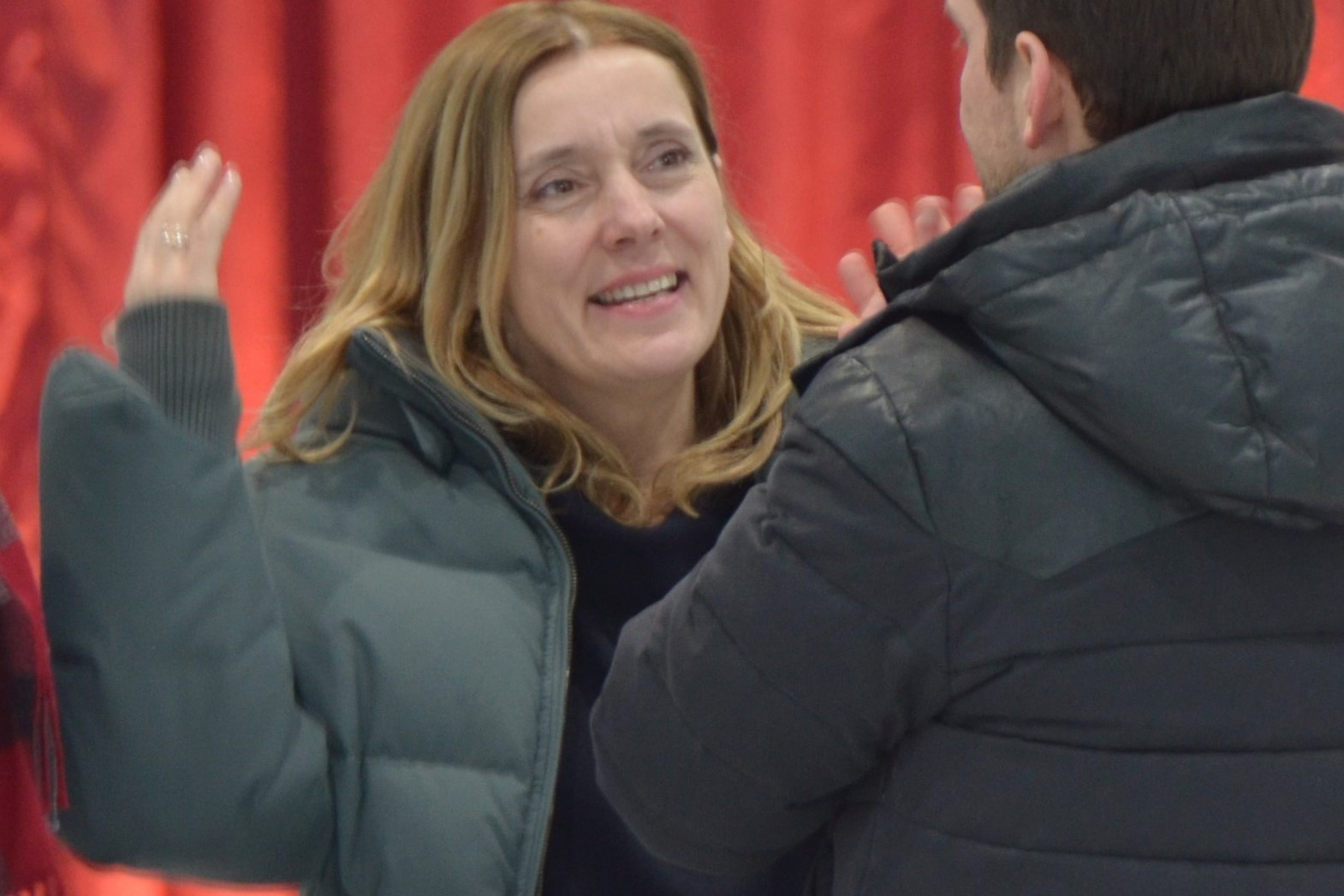
Regisseurin und Drehbuchautorin Alexandra Sell bei den Dreharbeiten

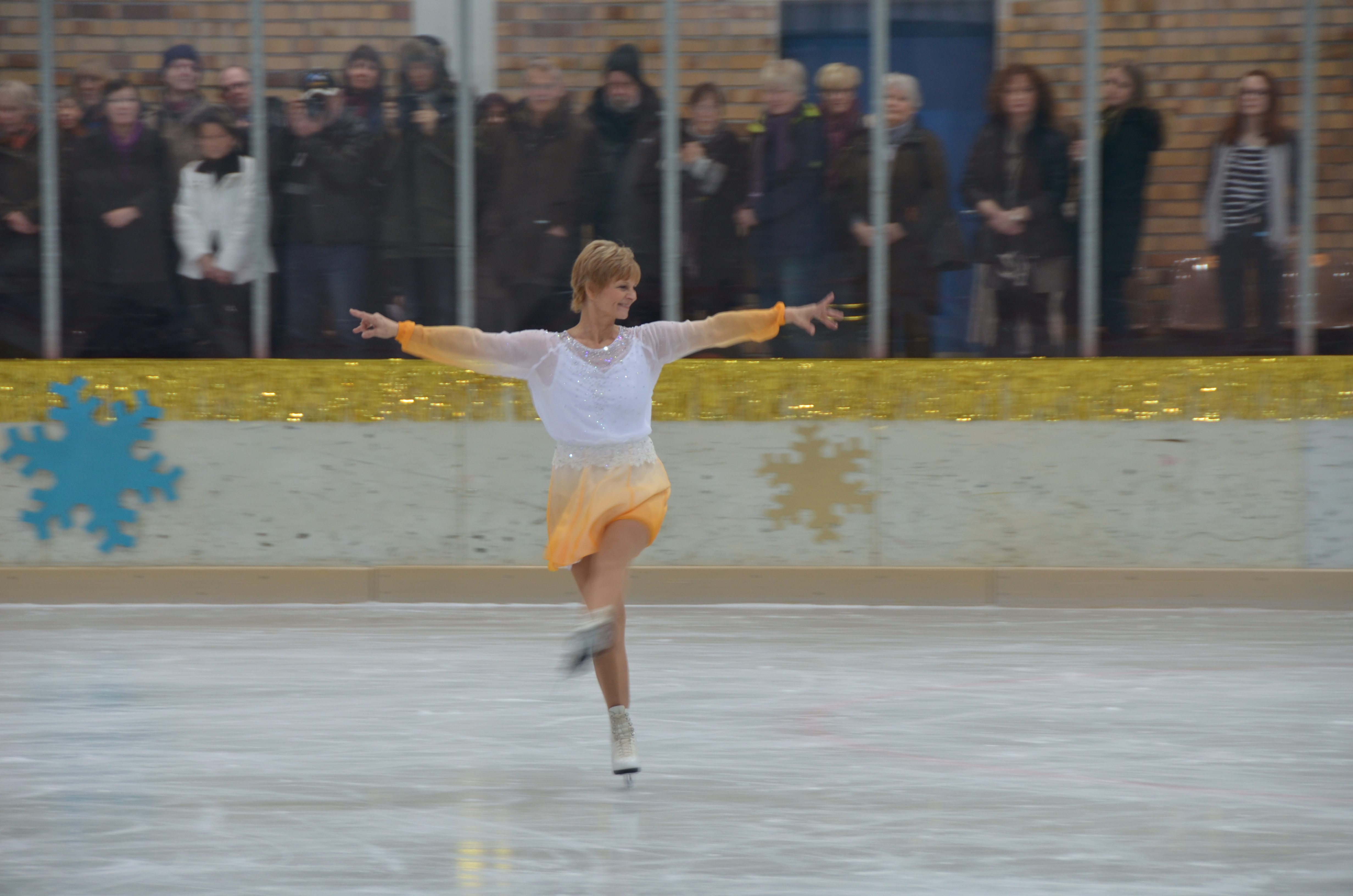
Christine Stüber-Errath beim Dreh ihrer Kür für Die Anfängerin im Sportforum Hohenschönhausen

Mit 58 Jahren zieht die Allgemeinärztin Annebärbel Buschhaus nach mehr als vierzig Jahren erneut die Schlittschuhe an. Auf dem Eis sucht die notorische Einzelgängerin nach ihren verschütteten Kindheitsträumen – und findet eine Freundin: Jolina Kuhn, Berliner Jugendmeisterin im Eiskunstlauf. Durch sie schafft sie es, sich zu öffnen und sich von ihrer dominanten Mutter Dr. Irene Hanschke zu lösen.
Auf dem Eis trifft Annebärbel ihr einstiges Vorbild, die einzige Berliner Eiskunstläuferin mit Weltmeistertitel, Christine Errath. Es stellt sich heraus, dass die junge Christine Errath auf den von Annebärbels Mutter verschenkten Kufen der Tochter ihre Eiskunstlaufkarriere begann. Auch die Weltmeisterin ist im Laufe der Jahre älter geworden und erlebt mit den anderen Frauen das Hobby Eiskunstlauf als eine stärkende Freizeitbeschäftigung, die auch noch vor und während der Rentenzeit Körper, Geist und Seele wohltun und kräftigen kann.

## Produktion
Mit der Veröffentlichung des Buches Die Pirouettenkönigin erregte Christine Stüber-Errath unter anderem Alexandra Sells Aufmerksamkeit. So entstand der Stoff für einen Kinofilm, der letztendlich mit dem ZDF produziert wurde. Das Spielfilm-Debüt von Alexandra Sell ist eine Produktion der Berliner Lichtblick Media in Koproduktion mit Lichtblick Film, Cine+ Filmproduktion, ZDF (Das kleine Fernsehspiel) und ARTE. Der Spielfilm wird gefördert von BKM und der Film- und Medienstiftung NRW. Die Treatmententwicklung wird von der FFA und die Drehbuchentwicklung wird von der BKM gefördert. Der Film-Verleih ist farbfilm verleih.
Der Drehbeginn war ursprünglich für 2014 angedacht. Das Projekt entwickelte sich jedoch weiter: Im Dezember 2015 rief die Film- und Fernsehproduktion von Martin Heisler zum Crowdfunding auf. Auf der Plattform Startnext wurde für den Realisierungszeitraum vom 29. Februar bis 8. April 2016 bei einer Crowdfundingschwelle von 50.000 Euro das Crowdfundingziel von 150.000 Euro angestrebt. 302 Fans unterstützten das Erreichen einer Summe von 20.898 Euro im Finanzierungszeitraum vom 15. Dezember 2015 um 17:01 Uhr bis zum 31. Januar 2016 um 23:59 Uhr.
Zum erweiterten Team gehörten die Ko-Produzenten Joachim Ortmanns und Helge Neubronner, die Kreativproduzentin Katrin Schlösser, die Redakteure Christian Cloos und Doris Hepp, der Kameramann Kolja Raschke, die Dramaturgen Martin Dolejs und Heide Schwochow sowie die Filmeditorin Vessela Martschewski. Cassis B. Staudt war für die Filmmusik verantwortlich.
Am 2. März 2016 begannen schließlich die Dreharbeiten in Berlin-Hohenschönhausen. Kurz zuvor hatte die ursprünglich für die Dreharbeiten vorgesehene Katrin Sass wegen Streitigkeiten das Projekt verlassen. Die Dreharbeiten in Berlin und Köln endeten am 13. April 2016.